# Charissa van Dipte

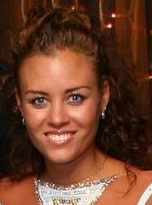
Charissa van Dipte

Charissa van Dipte (Roosendaal, 17 juni 1981) is een Nederlandse professionele danseres die vooral furore heeft gemaakt met danspartner Remco Bastiaansen in de Latijns-Amerikaanse dansen en Exhibition Dance. Vooral in Nederland werd zij bekend door het RTL 4 programma Dancing with the Stars. In België won ze in 2013 samen met Kevin Van der Perren de wedstrijd Sterren op de Dansvloer.

## Biografie
Na de MAVO volgde Van Dipte een opleiding voor receptioniste en secretaresse. Jarenlang heeft ze bij de amateurs zowel ballroom als latin gedanst totdat ze zonder partner kwam te zitten. In juli 2002 deed ze een show in Florida. Deze allereerste show, “Eternal Touch”, bracht haar en Bastiaansen in vrij korte tijd op het erepodium bij de WK. In 2003 en 2004 werden ze Nederlands Kampioen Professionals. Op hun eerste WK werden ze derde, het jaar daarna bereikten ze de tweede plaats (2004). Daarna koos ze in 2005 om als professionele danseres een bekende Nederlander te begeleiden bij het RTL 4 programma Dancing with the Stars. Inmiddels heeft ze al drie seizoenen aan dit programma meegewerkt. Ze danste met acteur Koert Jan de Bruin,  stylist Maik de Boer en tuinman Lodewijk Hoekstra. Tijdens de kerstspecials werd zij gekoppeld aan illusionist Hans Klok en oud-bokser Arnold Vanderlyde. Naast het dansen is Charissa werkzaam als directiesecretaresse. Buiten haar werk als trainer en danser, treedt ze samen onder meer met  Bastiaansen op en geeft ze workshops onder de naam Dancing Stars. Samen met haar danspartner verzorgde zij ook jaren het Entertainment van Holland Casino, met als hoogtepunt The Latin Days samen met Belle Perez, de Engelbert Humperdinck Medley tijdens de Toppers in Concert met o.a Gerard Joling, Gordon en René Froger.

## Prestaties met Bastiaansen
- Tweede plaats World Championship Professional Exhibition
- Zevenvoudig finalist Wereldkampioenschappen USA
- Vijfmaal Nederlands Kampioen Exhibition/Theater Arts,
- Winners Florida Super Stars
- Finalisten Millennium Championship Tampa/Florida,
- Meervoudig Winners World Open Assen
- Zevenvoudig British Open Blackpool Finalisten
- Meervoudig Winners World Open,
- Winners Dutch Open.